# Escama circumorbital

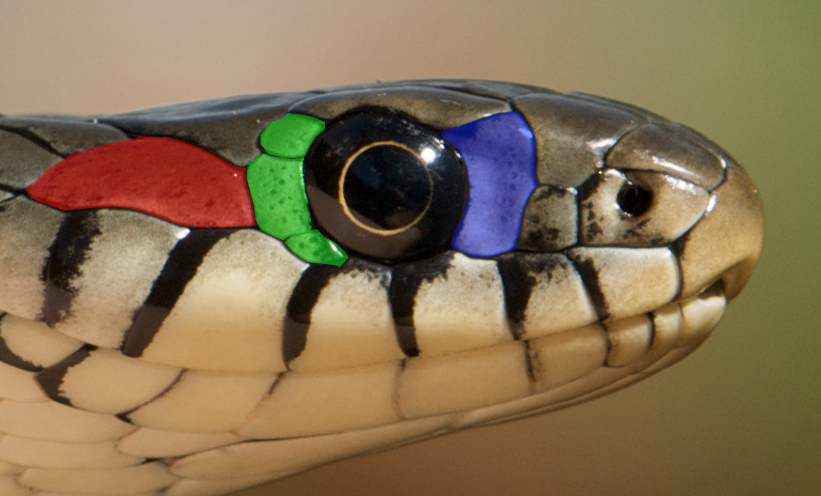
Escamas oculares de una serpiente

En reptiles con escamas, las escamas oculares son las que forman el margen del ojo. El nombre se origina en el término oculus el cual es “ojo” en latín y, en el sentido más amplio, se refiere a una escama asociada con el ojo. El número de estas escamas presentes, y a veces la forma y el tamaño, son algunos de los muchos caracteres usados en la identificación de especies.
Usualmente se incluyen prefijos para indicar las posiciones o ubicaciones de las escamas individuales:
- Escama preocular, o preoculares, son las que yacen directamente en frente del ojo y en contacto con el mismo.
- Escama postocular, o postoculares, yacen directamente detrás del ojo y en contacto con el mismo.
- Escamas supraoculares, o supraoculares, son escamas ampliadas sobre la corona inmediatamente encima del ojo.
- Escama subocular, o suboculares, son las que yacen directamente debajo del ojo y en contacto con el mismo.

Colectivamente se refiere a estas escalas como escamas circumorbitales, circumorbitales, o  un anillo circumorbital.
Ocasionalmente, el término escama ocular se usa sin prefijo, en cuyo caso se refiere  específicamente a las lentillas transparentes, también conocidas como gafas o anteojos o tapa del ojo. Esta es una escama transparente que cubre y protege al ojo. Se forma en serpientes embrionarias cuando los párpados transparentes superior e inferior se funden. Una vez nacido, una serpiente no posee párpados y las lentes llevan a cabo algunas de estas funciones.